# Isola di Fondra
Isola di Fondra [ˈiːzola diˈfondɾa] (Fundra [ˈfundɾa] in dialetto bergamasco) è un comune italiano sparso di 168 abitanti della provincia di Bergamo in Lombardia.
È situato nell'alta Val Brembana.

## Geografia fisica

### Territorio
Il comune comprende un tratto di fondovalle percorso dalla strada e dal Brembo nonché i ripidi versanti dei monti Torcola (1636 m) ad ovest e Pietra Quadra (2356 m) e i Tre Pizzi a est. La superficie del territorio è di 13,25 km².
Immerso nel verde, offre numerose possibilità di escursioni adatte ad ogni esigenza con grandi prati e boschi.

## Storia
Il comune di Valfondra Inferiore, dato dall'unione di Carona, Branzi, Fondra e Trabuchello e avente sede in Branzi, è menzionato sin da metà Duecento e negli Statuti di Bergamo del 1331. Nel 1595 si divise dando origine ai comuni di Carona, Branzi e Fondra da cui, nel 1639, si staccò Trabuchello diventando comune autonomo.
L'attuale comune di Isola di Fondra venne istituito nel 1927 dall'unione dei comuni di Fondra e Trabuchello.
I primi abitanti della zona pare siano stati i Romani, i quali cominciarono a sfruttare le miniere di rame presenti sul territorio, così come riferito dallo studioso Giovanni Maironi da Ponte:
Anche il toponimo deriverebbe dal latino fundere, che indicherebbe questa attività.
Come per molti altri borghi vicini, si pensa tuttavia i primi insediamenti stabili in questa zona siano riconducibili all'epoca delle invasioni barbariche, quando le popolazioni soggette alle scorrerie si rifugiarono in luoghi remoti, al riparo dall'impeto delle orde conquistatrici.
Il primo documento in cui viene fatta menzione del paese risale all'anno 1148, e precisamente in un atto in cui si ratifica l'investitura di due persone da parte del vescovo di Bergamo, che aveva in gestione l'intera val Brembana.
Scarse sono le notizie nell'epoca medievale, quando il borgo venne posto nel feudo facente capo alla famiglia ghibellina dei Visconti, che diedero il permesso, ad ogni persona appartenente alla loro fazione, di uccidere un guelfo. Nonostante questo non ci sono giunti documenti che attestano di lotte avvenute sul suolo comunale, soltanto una necropoli risalente all'alto medioevo.
Nel corso del XVI secolo i comuni di Fondra e Trabuchello, dopo essere entrati a far parte della Repubblica di Venezia, furono inseriti nel distretto amministrativo della Valle Brembana Oltre la Goggia, che comprendeva tutti i comuni dell'alta valle, con capoluogo posto a Valnegra e godeva di sgravi fiscali e numerosi privilegi.
In questo periodo si sviluppò ulteriormente l'attività estrattiva, che affiancò al rame anche il ferro (con ben 16 miniere) ed il piombo (due miniere), e conseguentemente anche la lavorazione delle suddette materie prime, con fonderie e fucine per la produzione di chiodi.
Con l'arrivo della dominazione austriaca, il territorio fu soggetto a forti dazi e tasse, che affossarono le esportazioni e fecero cadere in una crisi irreversibile il settore metallurgico.
Dall'unità d'Italia non si verificarono episodi di rilievo, con la gente dedita a vivere dignitosamente con ciò che la natura offriva.
Soltanto negli ultimi decenni ha cominciato a prendere sempre più piede l'industria del turismo, che sta risollevando il borgo dopo un periodo di lento ed inesorabile spopolamento.
Il comune comprende anche le contrade di Forcella, Foppa, Cornelli, Pusdosso e Via Piana disposte sulle pendici del monte Torcola in posizione molto esposta al sole. Oramai le contrade sono per lo più disabitate durante l'anno, ma nella stagione estiva si rianimano con i vecchi proprietari e varie feste.

### Simboli
Lo stemma e il gonfalone sono stati concessi con decreto del presidente della Repubblica dell'11 ottobre 1983.
L'aquila rievoca le antiche origini romane di questo paese;
gli smalti rosso e oro rievocano quelli del capoluogo Bergamo.
Il gonfalone è un drappo partito di giallo e di rosso.

## Monumenti e luoghi d'interesse

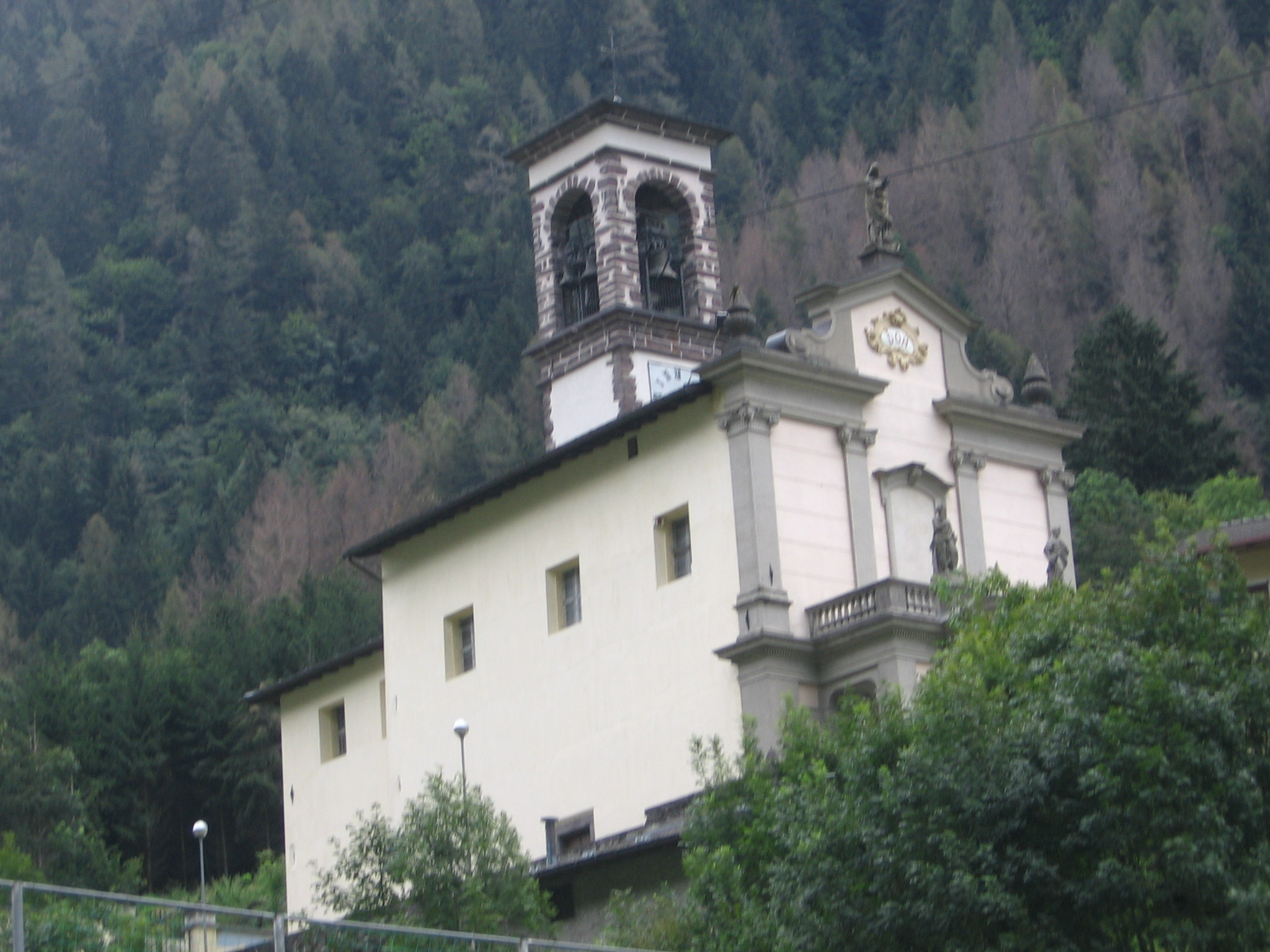
Chiesa di Trabuchello

Da notare è la chiesa parrocchiale di San Lorenzo, situata nella frazione di Fondra, costruita nel 1432 e ristrutturata più volte nei secoli seguenti, custodisce opere di pregio, tra cui spicca un'Annunciazione opera di Benvenuto Tisi, detto il Garofalo, e l'organo Taramelli del 1789. Durante la ristrutturazione della chiesa di Santa Margherita, ubicata nella frazione di Trabuchello, fu trovata una necropoli altomedievale e una fortificazione civile di epoca tardo romana. I ritrovamenti più antichi risalivano finora all'anno mille. Sono venuti alla luce, sulla navata centrale, sei tombe di periodo alto medievale. Le tombe più antiche sono disposte parallelamente all'asse dell'antica chiesa, si presume sino del VI secolo d.C. Gli scheletri sono racchiusi in tombe di pietra locale, disposte lateralmente e come copertura. Delle sei tombe, una molto più piccola, conserva le ossa di un bambino. Altri tre scheletri, in cassa lignea, sono stati rinvenuti in posizione diversa dai precedenti. Si suppone che risalgano al XVII secolo come peraltro dello stesso periodo è la cripta, in funzione di ossario, venuta alla luce ai piedi del presbiterio. Ma la scoperta più importante è relativa a una struttura muraria, di epoca precedente, collocabile tra il tardoantico e l'alto medioevo e posta al centro della chiesa. La scoperta presuppone la presenza di un insediamento civile, forse una torre di guardia a forma rettangolare o comunque una postazione di difesa della zona, collegata presumibilmente allo sfruttamento delle miniere di ferro e rame già note in epoca romana.
Meritano menzione anche palazzo Paganoni, a forma di torre ed edificato nel XVIII secolo, ed il coevo ponte sul Brembo, con un'arcata a parabola.

## Società

### Evoluzione demografica
Abitanti censiti

## Geografia antropica
Il comune di Isola di Fondra comprende le frazioni di Forcella, Foppa, Cornelli, Frage, Piazzola, Isola, Trabuchello, Pusdosso e Via Piana disposte sulle pendici del monte Torcola in posizione molto esposta al sole. La frazione più alta, ed anche la più popolata con 7 abitanti, è il borgo di Pusdosso, posizionata a 1.038 metri di quota. Negli anni cinquanta contava circa 60 abitanti che per motivi di lavoro si sono trasferiti in Francia, ma soprattutto a Sesto San Giovanni (Acciaierie Falck).

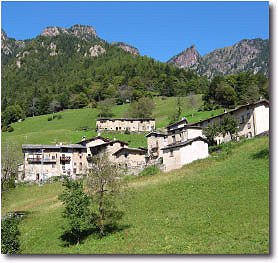
Borgo di Pusdosso

Alcuni di loro hanno mantenuto la casa e nel periodo estivo vi fanno ritorno. Caratteristica è la disposizione dell'abitato con la chiesetta dei Santi Valentino e Pantaleone, le solide case di pietra addossate le une alle altre e, più distanti, le stalle. La disposizione serrata delle case è stata causa di frequenti e gravi incendi. Il Borgo di Pusdosso, come le altre frazioni, è dotata di acquedotto, fognature e di corrente elettrica (dal 1975). Non è però raggiunta dalla strada che si ferma poco sotto la frazione di Cornelli, quindi Pusdosso è raggiungibile solo a piedi. La zona del Borgo antico di Pusdosso presenta un certo interesse geologico, soprattutto in considerazione dei giacimenti di ferro e delle vecchie miniere di cui vi è ancora traccia nella zona.
La frazione di Via Piana, posta a 913 m sul livello del mare, si trova sulle pendici di un rilievo chiamato Monte delle Miniere. Su entrambi i fianchi della valle che separa questa frazione da Pusdosso sono ancora abbastanza riconoscibili gli antichi scavi minerari che furono eseguiti sia in galleria, sia a cielo aperto. Le prime miniere si trovano a poche decine di metri dalle abitazioni, ma la maggior concentrazione è nella parte più alta della valle, sopra i 1100 metri.
Molto bella è la posizione geografica di Forcella che, arroccata su un poggio, domina dall'alto il fiume Brembo, la strada provinciale, l'abitato di Fondra, la dirimpettaia Forcella di Bordogna e la cascata, mentre sulla costa a sinistra si dispiegano le altre frazioni. Un'antica mulattiera di cui si sono perse le tracce la collegava a Moio de' Calvi. Tra le case di pietra spicca un'abitazione con la facciata affrescata in modo elegante e signorile.
La frazione di Cornelli probabilmente prende il suo nome dal bergamasco "corna", infatti si trova sopra le rocce che sovrastano Fondra. Anche qui si trovano edifici che risalgono al 1600. Cornelli è caratterizzata da un pianoro dove venivano coltivati segale, granoturco e canapa. Quest'ultima, una volta filata, era utilizzata per la realizzazione di rustiche stoffe.
Il borgo antico di Foppa è la frazione che negli ultimi anni ha subito maggiori ristrutturazioni. Sotto i portici vi sono testimonianze di abitazioni risalenti al 1500, anche la chiesetta dedicata a sant'Agata fu edificata in quel periodo. I boschi intorno alla frazione sono ricchi di castagni i cui frutti un tempo costituivano una risorsa alimentare importante per la popolazione.

## Amministrazione
| Periodo          | Periodo        | Primo cittadino   | Partito                      | Carica  | Note |
| ---------------- | -------------- | ----------------- | ---------------------------- | ------- | ---- |
| 28 giugno 1985   | 1º giugno 1990 | Giuseppe Monaci   | Lista civica                 | Sindaco |      |
| 21 giugno 1990   | 15 luglio 1992 | Giuseppe Monaci   | Indipendente                 | Sindaco |      |
| 5 settembre 1992 | 23 aprile 1995 | Germano Regazzoni | Indipendente                 | Sindaco |      |
| 24 aprile 1995   | 13 giugno 1999 | Carletto Forchini | Lista civica                 | Sindaco |      |
| 14 giugno 1999   | 13 giugno 2004 | Carletto Forchini | Lista civica                 | Sindaco |      |
| 14 giugno 2004   | 26 maggio 2019 | Giovanni Berera   | Lista civica Futuro presente | Sindaco |      |
| 27 maggio 2019   | in carica      | Carletto Forchini | Lista civica                 | Sindaco |      |